# Baby Snakes
Baby Snakes è un album di Frank Zappa, pubblicato nel 1983. È la colonna sonora dell'omonimo film di Zappa.

## Tracce
1. Intro Rap/Baby Snakes – 2:22
2. Titties & Beer – 6:13
3. The Black Page #2 – 2:50
4. Jones Crusher – 2:53
5. Disco Boy – 3:51
6. Dinah-Moe Humm – 6:37
7. Punky's Whips – 11:29 (Zappa, Bozzio)